# Anita Thanei

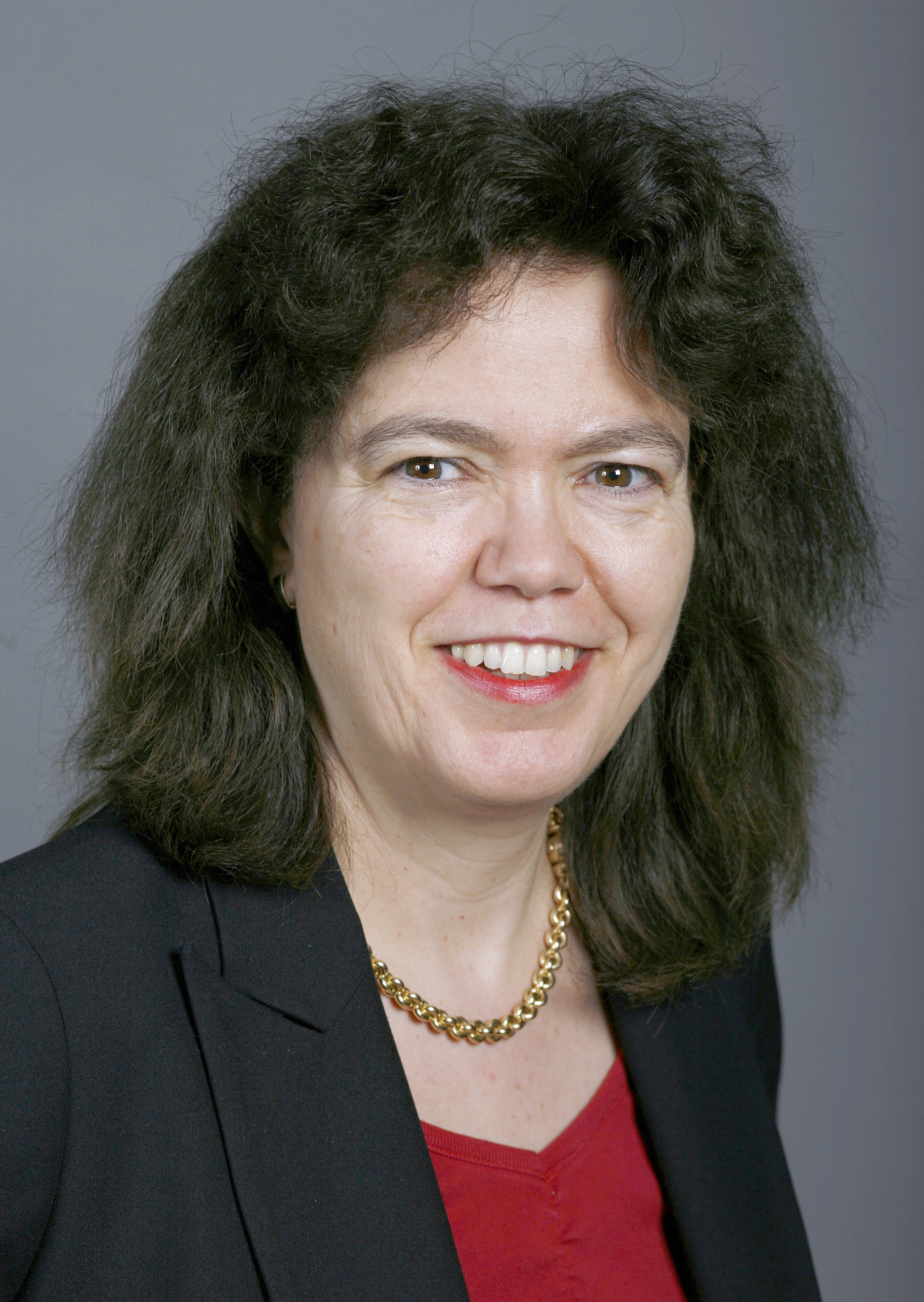
Anita Thanei (2007)

Anita Thanei (* 31. Dezember 1954 in Zürich; heimatberechtigt in Zürich) ist eine Schweizer Politikerin (SP) und Rechtsanwältin.

## Leben
Anita Thanei gehörte von 1990 bis 1995 dem Zürcher Gemeinderat an. Ab den Wahlen 1995 bis zu den Wahlen 2011 war sie Mitglied im Nationalrat. Sie gehörte der Begnadigungskommission, der Staatspolitischen Kommission sowie der Kommission für Rechtsfragen an, zeitweise als Präsidentin. Ihr Schwerpunkt im Nationalrat lag bei Miet- und Arbeitsrechtsfragen.
An der Nominationsversammlung der SP Kanton Zürich Mitte Mai 2011 scheiterte sie an der Zweidrittelsmehrheit, diese Wahlhürde wurde 2010 für SP-Mitglieder eingeführt, die länger als 12 Jahre dem Nationalrat angehören. Die Nicht-Nomination sorgte innerhalb der Partei für Kritik, rund 450 Personen unterzeichneten einen Protestbrief und forderten eine Wiederholung des Nominationsverfahrens. Als Reaktion auf die Kritik gab die kantonale Parteileitung bekannt, dass Thanei Mitte Juli an einem ausserordentlichen Parteitag eine «zweite Chance» erhalten soll, der Kandidat auf Platz 28 hatte sich bereit erklärt, auf seinen Listenplatz zu verzichten. Thanei verzichtete daraufhin auf ihre Kandidatur, da eine Nomination auf dem letzten Listenplatz eine Wiederwahl praktisch ausgeschlossen hätte.
Thanei arbeitet seit 1988 als Rechtsanwältin, seit 1990 als selbständige Rechtsanwältin. Von 2004 bis 2011 war sie Präsidentin des Schweizerischen Mieterinnen- und Mieterverbands und von 2004 bis 2014 Präsidentin des Mieterinnen- und Mieterverbands Deutschschweiz.